# Tage Erlander

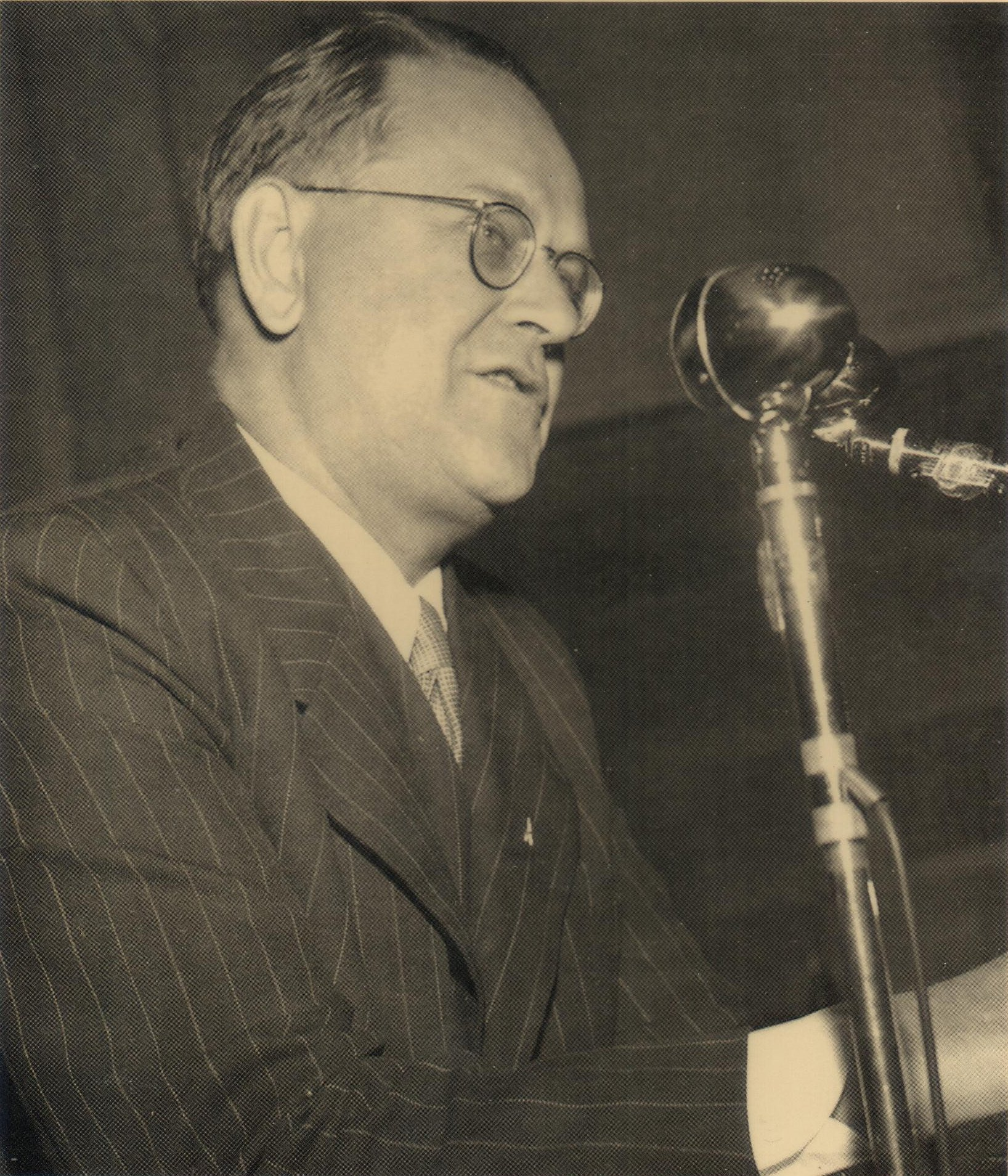
Tage Erlander (1952)

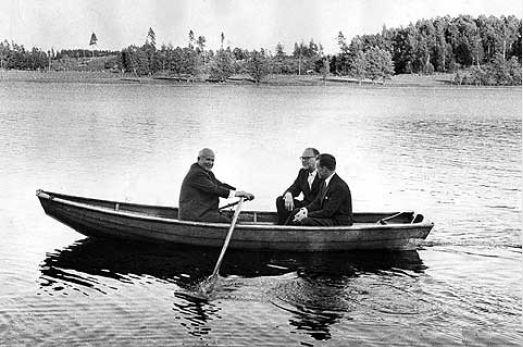
Erlander mit Nikita Chruschtschow, Juni 1964

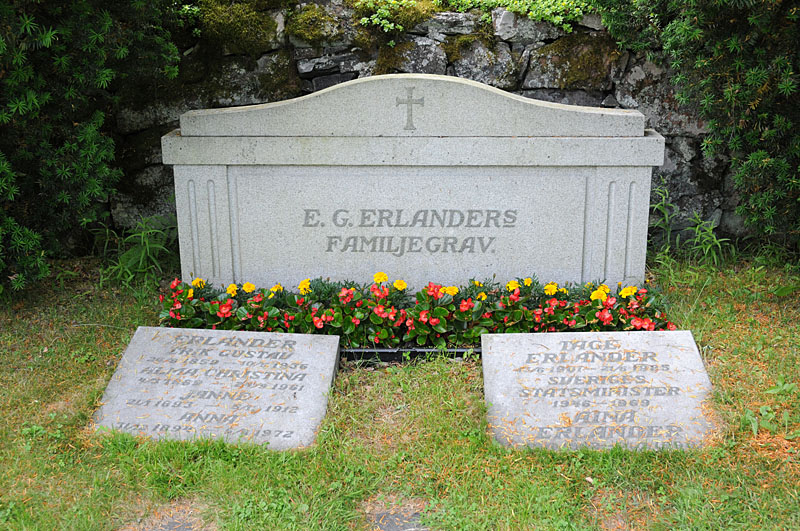
Grab von Tage Erlander (2011)

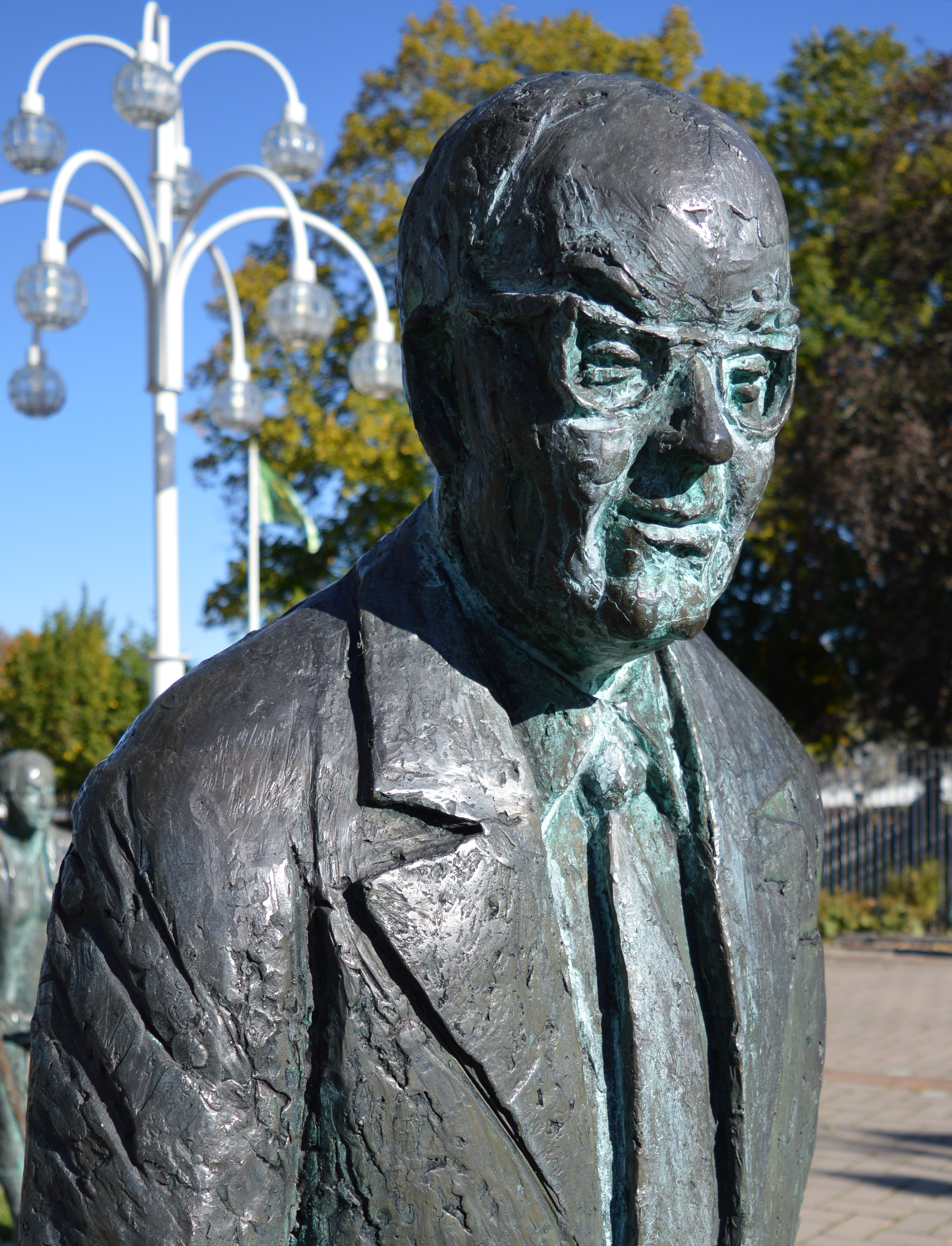
Tage Erlander, Skulptur von Herman Reijers (1988)

Tage Fritiof Erlanderⓘ ([ˌtɑːgə ɛɹˈlanːdəɹ]; * 13. Juni 1901 in Ransäter, Gemeinde Munkfors; † 21. Juni 1985 in Stockholm) war ein schwedischer Politiker und Ministerpräsident von 1946 bis 1969.

## Leben
Tage Erlander wuchs in einer liberalen und religiösen Familie auf, wandte sich aber während seiner Studienzeit in Lund den Sozialdemokraten zu. Zwischen 1928 und 1938 arbeitete er als Redakteur für die schwedische Enzyklopädie Svensk uppslagsbok. 1930 wurde er in den Gemeinderat der Stadt Lund gewählt, 1932 in den Reichstag. 1938 wurde er Staatssekretär im Sozialministerium und 1944 Minister ohne Geschäftsbereich; im Jahr darauf übernahm er das Bildungsministerium. Nach dem plötzlichen Tod Per Albin Hanssons 1946 wurde Tage Erlander zum Parteivorsitzenden der Sozialdemokratischen Arbeiterpartei gewählt und übernahm das Amt des Ministerpräsidenten. Der anfangs auch in den eigenen Reihen nicht unumstrittene Erlander festigte seine Position nach und nach und erreichte eine außerordentliche Popularität. Bei der letzten Reichstagswahl unter seinem Parteivorsitz gewannen die Sozialdemokraten über 50 Prozent der Stimmen.
Seine Regierungszeit war geprägt vom Ausbau des Sozialstaates und der Arbeit an einer Verfassungsreform. Erlander prägte den Begriff der „starken Gesellschaft“ und betrachtete den Ausbau des öffentlichen Sektors als notwendig und wertvoll. Während der Zeit seiner Regierung machte der schwedische Wohlfahrtsstaat größte Fortschritte und das „schwedische Modell“ erregte auch im Ausland Aufsehen. Hierbei verlangte er aber auch Eigenverantwortung und fasste dies in dem Satz zusammen: „Der Sinn des Sozialstaates besteht darin, den Menschen zu helfen, und nicht, ihnen die Verantwortung zu nehmen.“
Im Oktober 1969 übergab er sein Amt dem Bildungsminister Olof Palme, den er 1953 als Sekretär angestellt hatte und der einer seiner wichtigsten Mitarbeiter geworden war. Nach dem Rückzug aus der Politik lebte er zusammen mit seiner Frau Aina in Bommersvik.

## Schriften (Auswahl)
- Erinnerungen 1901–1939. Neue Gesellschaft, Bonn-Bad Godesberg 1974.
- 1960-talet. Samtal med Arvid Lagercrantz. Tidens, Stockholm 1982.